# Falkon
Falkon (раніше QupZilla) — багатоплатформовий веббраузер, побудований з використанням бібліотеки Qt і браузерного рушія WebKit (QtWebKit).  Основною метою проекту QupZilla є створення повнофункціонального браузера, що підтримує найкращі можливості Firefox, Opera і Chrome, але споживає при цьому значно менше ресурсів — економії споживання пам'яті, забезпеченню високої швидкодії і підтримці чуйності інтерфейсу приділяється першочергова увага. Сирцеві тексти QupZilla поширюються під ліцензією GPLv3.  Бінарні складання доступні для більшості дистрибутивів Linux, а також для Windows, OS/2 і Haiku.

## Історія
Перший прототип QupZilla, який був написаний на мові Python з використанням модуля PyQt4, був представлений у 2010 році.  Протягом 2011 року код був переписаний на мові C++.  За словами розробників, до створення нового браузера підштовхнуло те, що вже існуючі браузери на базі QtWebKit (Arora, QtWeb, Rekonq) або перестали активно розроблятися, або мають великі проблеми зі стабільністю, або не підтримують важливі функції.  Крім того, всі раніше доступні браузери на базі QtWebKit спочатку не позиціонувалися як багатоплатформові продукти, в той час як Qupzilla розвивається з оглядкою на забезпечення роботи в різних настільних оточеннях і операційних системах.

## Властивості
Основні особливості QupZilla: 
- При побудові інтерфейсу використовується рідний для кожного настільного оточення набір піктограм, віджетів і стилів, що дозволяє забезпечити оформлення, котре не відрізняється від штатних програм для GNOME, KDE та Windows.  В інтерфейсі активно використовуються вкладки;
- Інтегрована підсистема блокування реклами (AdBlock).  Для блокування можна використовувати як зовнішні чорні списки (EasyList від Adblock Plus), так і додавати власні правила блокування реклами.  Підтримка швидкого блокування Flash-роликів і наявність режиму активації Flash-контенту тільки після кліка;
- Панель швидкого запуску (Speed-dial), що виводиться замість порожніх сторінок і дозволяє організувати швидкий доступ до найчастіше використовуваних сайтів;
- Панель швидкого пошуку, що дозволяє миттєво відправити запит до певних пошукових систем і сайтів;
- Підтримується можливість зміни оформлення через підключення зовнішніх візуальних тем.  Гнучкі можливості з налаштування інтерфейсу;
- Підтримка розширення функціональності через плагіни;
- Єдиний уніфікований інтерфейс для доступу до закладок, історії відвідувань і підписки/читання RSS.  Вся інформація представлена всередині одного вікна;
- Менеджер безпечних з'єднань (SSL Manager), що дозволяє управляти локальними CA-сертифікатами;
- Режим приватної навігації, при якому дані про відкриті сторінки не осідають в кеші та історії відвідувань;
- Управління закладками в стилі Chrome (через зірочку в адресному рядку).  Реалізація налаштувань також нагадує підхід, прийнятий в Chrome;
- Підтримка імпорту закладок з браузерів Firefox і Chrome;
- Інтерфейс управління Cookie.
- Підтримка написання доповнень для обробки вмісту вебсторінок з використанням скриптів GreaseMonkey;
- Поставка плаґіна PIM (Personal Information Manager) з реалізацією системи управління персональною інформацією, що використовується для автоматизації заповнення персональних даних у вебформах (наприклад, заповнення ПІБ, email тощо)